# Progressione del record italiano del salto in lungo femminile

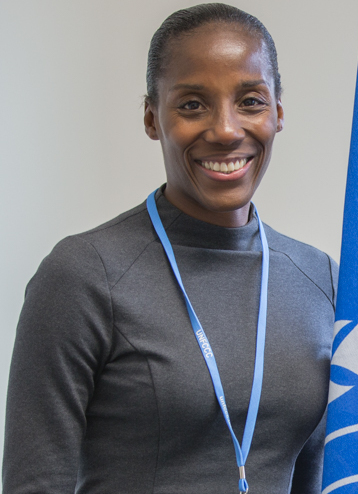
Fiona May, detentrice del record italiano del salto in lungo dal 1994.

La voce seguente illustra la progressione del record italiano del salto in lungo femminile di atletica leggera.
Il primo record italiano maschile in questa disciplina venne ratificato il 20 maggio 1922.

## Progressione

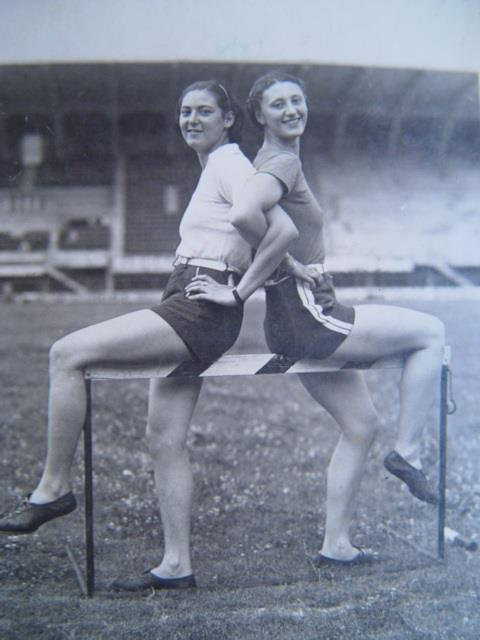
Claudia Testoni, detentrice del record italiano dal 1933 al 1935 e dal 1935 al 1949, e Ondina Valla, detentrice nel 1935.

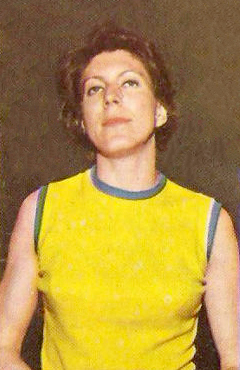
Magalì Vettorazzo, detentrice del record italiano dal 1962 al 1964.

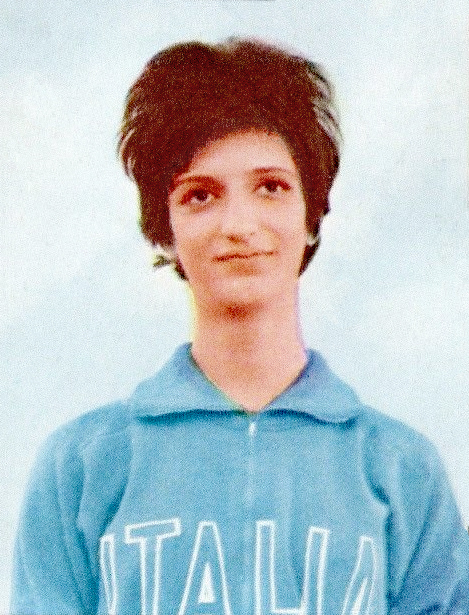
Maria Vittoria Trio, detentrice del record italiano dal 1964 al 1985.

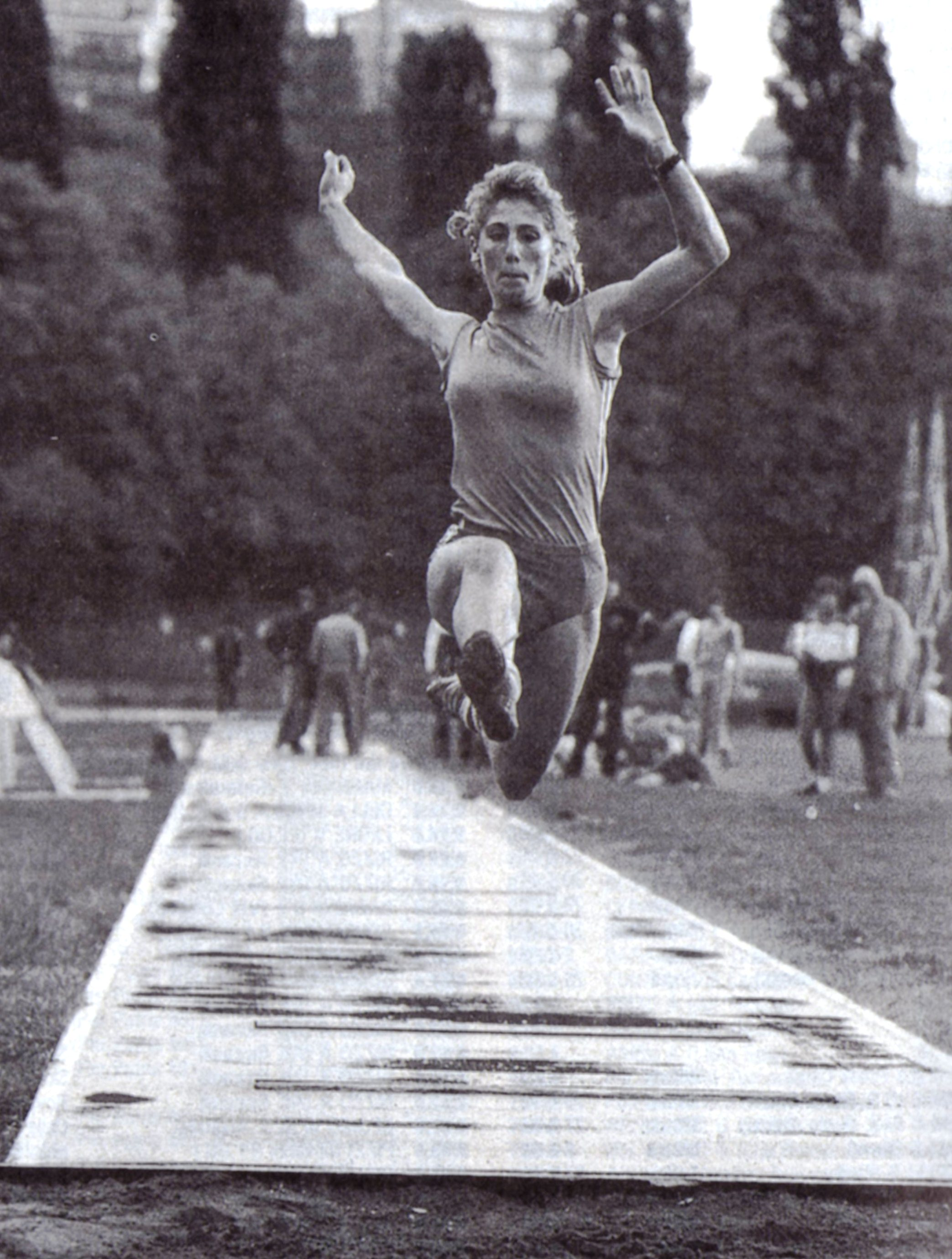
Antonella Capriotti, detentrice del record italiano dal 1985 al 1991.

| Misura  | Vento (m/s) | Atleta              | Società                      | Luogo                 | Data              | Note  |
| ------- | ----------- | ------------------- | ---------------------------- | --------------------- | ----------------- | ----- |
| 4,25 m  | nw          | Olga Barbieri       | SG Costantino Reyer          | Roma                  | 20 maggio 1922    |       |
| 4,49 m  | nw          | Olga Barbieri       | SG Costantino Reyer          | Este                  | 25 giugno 1922    |       |
| 4,51 m  | nw          | Maria Piantanida    | SG Pro Patria et Libertate   | Milano                | 11 marzo 1923     |       |
| 4,56 m  | nw          | Maria Piantanida    | SG Pro Patria et Libertate   | Milano                | 6 maggio 1923     |       |
| 4,63 m  | nw          | Olga Barbieri       | SG Costantino Reyer          | Milano                | 26 maggio 1923    |       |
| 4,705 m | nw          | Emma Ghiringhelli   | Unione Sportiva Milanese     | Milano                | 29 luglio 1923    |       |
| 4,90 m  | nw          | Luigia Bonfanti     | Leonardo da Vinci Milano     | Bergamo               | 30 settembre 1923 |       |
| 5,05 m  | nw          | Derna Polazzo       | Società Ginnastica Triestina | Bologna               | 14 ottobre 1928   |       |
| 5,11 m  | nw          | Claudia Testoni     | Virtus Bologna Sportiva      | Verona                | 1º ottobre 1933   |       |
| 5,15 m  | nw          | Claudia Testoni     | Virtus Bologna Sportiva      | Udine                 | 8 ottobre 1933    |       |
| 5,195 m | nw          | Claudia Testoni     | Virtus Bologna Sportiva      | Londra                | 11 agosto 1934    |       |
| 5,28 m  | nw          | Claudia Testoni     | Virtus Bologna Sportiva      | Vienna                | 23 settembre 1934 |       |
| 5,28 m  | nw          | Claudia Testoni     | Virtus Bologna Sportiva      | Budapest              | 26 settembre 1934 |       |
| 5,365 m | nw          | Ondina Valla        | Virtus Bologna Sportiva      | Bologna               | 6 agosto 1935     |       |
| 5,39 m  | nw          | Ondina Valla        | Virtus Bologna Sportiva      | Bologna               | 11 agosto 1935    |       |
| 5,46 m  | nw          | Claudia Testoni     | Virtus Bologna Sportiva      | Torino                | 15 settembre 1935 |       |
| 5,57 m  | nw          | Claudia Testoni     | Venchi Unica Torino          | Biella                | 29 giugno 1937    |       |
| 5,65 m  | nw          | Claudia Testoni     | Venchi Unica Torino          | Parigi                | 8 agosto 1937     |       |
| 5,66 m  | nw          | Silvana Pierucci    | Cristoforo Colombo Genova    | Zlín                  | 7 agosto 1949     |       |
| 5,74 m  | nw          | Piera Fassio        | Fiat Torino                  | Torino                | 12 giugno 1955    |       |
| 5,80 m  | nw          | Elisabetta Mattana  | Sport Club Italia            | Genova                | 10 giugno 1956    |       |
| 5,83 m  | nw          | Piera Tizzoni       | Fiat Torino                  | Torino                | 24 maggio 1959    |       |
| 5,91 m  | nw          | Piera Tizzoni       | Fiat Torino                  | Vienna                | 4 ottobre 1959    |       |
| 5,91 m  | nw          | Magalì Vettorazzo   | Gruppo Atletico Treviso      | Aosta                 | 19 agosto 1962    |       |
| 6,01 m  | nw          | Magalì Vettorazzo   | Gruppo Atletico Treviso      | Aosta                 | 19 agosto 1962    |       |
| 6,01 m  | nw          | Magalì Vettorazzo   | Gruppo Atletico Treviso      | Asti                  | 30 giugno 1963    |       |
| 6,08 m  | nw          | Magalì Vettorazzo   | Gruppo Atletico Treviso      | Trieste               | 21 luglio 1963    |       |
| 6,11 m  | nw          | Magalì Vettorazzo   | Gruppo Atletico Treviso      | Belluno               | 4 agosto 1963     |       |
| 6,12 m  | nw          | Maria Vittoria Trio | Libertas Torino              | Torino                | 2 giugno 1964     |       |
| 6,14 m  | nw          | Maria Vittoria Trio | Libertas Torino              | Belluno               | 24 agosto 1964    |       |
| 6,26 m  | nw          | Maria Vittoria Trio | Libertas Torino              | Zagabria              | 20 settembre 1964 |       |
| 6,26 m  | nw          | Maria Vittoria Trio | Libertas Torino              | Torino                | 2 giugno 1965     |       |
| 6,27 m  | nw          | Maria Vittoria Trio | Libertas Torino              | Rio de Janeiro        | 24 settembre 1965 |       |
| 6,39 m  | nw          | Maria Vittoria Trio | Libertas Torino              | Macerata              | 31 luglio 1966    |       |
| 6,52 m  | nw          | Maria Vittoria Trio | Libertas Torino              | Torino                | 24 settembre 1967 |       |
| 6,52 m  | nw          | Antonella Capriotti | CUS Roma                     | Formia                | 4 maggio 1985     |       |
| 6,56 m  | nw          | Antonella Capriotti | CUS Roma                     | Mosca                 | 18 agosto 1985    |       |
| 6,57 m  | -           | Antonella Capriotti | CUS Roma                     | Firenze               | 21 gennaio 1987   | i     |
| 6,65 m  | -           | Antonella Capriotti | CUS Roma                     | Valencia              | 17 febbraio 1988  | i     |
| 6,72 m  | -           | Antonella Capriotti | CUS Roma                     | Firenze               | 24 febbraio 1988  | i     |
| 6,58 m  | n/d         | Antonella Capriotti | CUS Roma                     | San Giovanni Valdarno | 21 maggio 1988    | [ 1 ] |
| 6,62 m  | n/d         | Valentina Uccheddu  | Atletica Oristano            | Trento                | 4 giugno 1988     | [ 1 ] |
| 6,65 m  | n/d         | Antonella Capriotti | CUS Roma                     | Brescia               | 12 giugno 1988    | [ 1 ] |
| 6,70 m  | 0,0         | Antonella Capriotti | CUS Roma                     | Brescia               | 12 giugno 1988    | [ 1 ] |
| 6,77 m  | n/d         | Valentina Uccheddu  | Atletica Oristano            | Barcellona            | 23 giugno 1991    |       |
| 6,79 m  | n/d         | Fiona May           | Snam Gas Metano              | San Giovanni Valdarno | 15 luglio 1994    |       |
| 6,80 m  | +1,7        | Valentina Uccheddu  | Atletica Oristano            | Sestriere             | 31 luglio 1994    | a     |
| 6,95 m  | +1,5        | Fiona May           | Snam Gas Metano              | Sestriere             | 31 luglio 1994    | a     |
| 6,96 m  | +1,3        | Fiona May           | Snam Gas Metano              | Villeneuve-d'Ascq     | 25 giugno 1995    |       |
| 7,02 m  | +1,4        | Fiona May           | Snam Gas Metano              | Atlanta               | 2 agosto 1996     |       |
| 7,03 m  | +1,7        | Fiona May           | Snam                         | Atene                 | 17 giugno 1998    |       |
| 7,08 m  | +1,1        | Fiona May           | Snam                         | San Pietroburgo       | 28 giugno 1998    |       |
| 7,11 m  | +0,8        | Fiona May           | Snam                         | Budapest              | 22 agosto 1998    |       |